# María José Martín Gómez
María José Martín Gómez, née le 7 août 1975, est une femme politique espagnole membre du Parti populaire (PP).

## Biographie
Elle est mariée et mère de deux enfants.

### Profession
María José Martín Gómez est professeure en administration des entreprises à l'IES Pedro Jiménez Montoya de Baza.

### Activités politiques
Elle est conseillère municipale de Baza à partir de 2007.
Le 20 novembre 2011, elle est élue sénatrice pour Grenade au Sénat et réélue en 2016.